# Чангино
Чангино — болотное озеро в Свердловской области России. Располагается на востоке Гаринского городского округа в пределах Пелымского заказника. Исток реки Арья. Относится к бассейну Тавды.
Находится в восточной части болота Чангинское на высоте 69 м над уровнем моря, в 17 км юго-юго-восточнее Пелыма. Округлой формы, вытянуто в меридиональном направлении. Площадь — 2,62 км². С восточной стороны к озеру подступает лес. С южной стороны вытекает река Арья, впадающая в Тавду. Также Чангино имеет сток в Кондинку, приток Пелыма.
Водится рыба.

## Данные водного реестра
По данным государственного водного реестра России относится к Иртышскому бассейновому округу, водохозяйственный участок — Тавда от истока и до устья, без реки Сосьва от истока до водомерного поста у деревни Морозково, речной подбассейн — Тобол. Речной бассейн — Иртыш.
Код объекта в государственном водном реестре — 14010502511111200012596